# Mihova, Vijnița
Mihova, întâlnit și sub forma Mihoveni (în ucraineană Мигове, transliterat: Mîhove și în germană Mihowa) este un sat reședință de comună în raionul Vijnița din regiunea Cernăuți (Ucraina). Are 3,693 locuitori, preponderent ucraineni (huțuli).
Satul este situat la o altitudine de 505 metri, în partea de centru-est a raionului Vijnița. De această comună depinde administrativ satul Mega.
Prin localitate trece Râul Mihova.

## Istorie

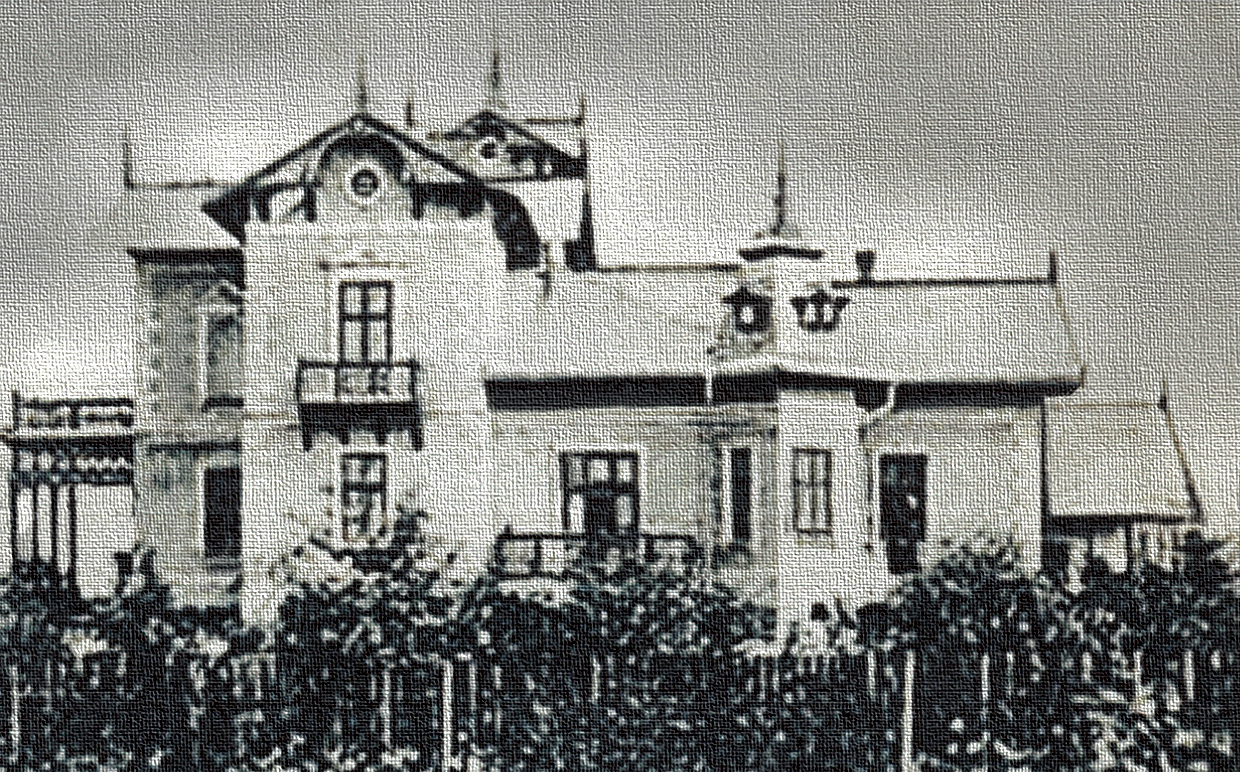
Fostul Castel Mihowa pe la 1900

Localitatea Mihova a făcut parte încă de la înființare din regiunea istorică Bucovina a Principatului Moldovei. În ianuarie 1775, ca urmare a atitudinii de neutralitate pe care a avut-o în timpul conflictului militar dintre Turcia și Rusia (1768-1774), Imperiul Habsburgic (Austria de astăzi) a primit o parte din teritoriul Moldovei, teritoriu cunoscut sub denumirea de Bucovina. După anexarea Bucovinei de către Imperiul Habsburgic în anul 1775, localitatea Mihova a făcut parte din Ducatul Bucovinei, guvernat de către austrieci, făcând parte din districtul Vijnița (în germană Wiznitz). Mihova a aparținut fideicomisului (1888) familiei Wassilko de Serecki. Castelul lor de acolo fost distrus de trupe rusești în 1917.
După Unirea Bucovinei cu România la 28 noiembrie 1918, satul Mihova a făcut parte din componența României, în Plasa Ceremușului a județului Storojineț. Pe atunci, majoritatea populației era formată din ucraineni, existând și comunități de români și de evrei. În perioada interbelică, a funcționat în sat o organizație culturală a Societății pentru cultură și literatură română în Bucovina .
Ca urmare a Pactului Ribbentrop-Molotov (1939), Bucovina de Nord a fost anexată de către URSS la 28 iunie 1940, reintrând în componența României în perioada 1941-1944. Apoi, Bucovina de Nord a fost reocupată de către URSS în anul 1944 și integrată în componența RSS Ucrainene. 
Începând din anul 1991, satul Mihova face parte din raionul Vijnița al regiunii Cernăuți din cadrul Ucrainei independente. Conform recensământului din 1989, numărul locuitorilor care s-au declarat români plus moldoveni era de 47 (32+15), adică 1,32% din populația localității . În prezent, satul are 3.693 locuitori, preponderent ucraineni.

## Demografie
Componența lingvistică a localității Mihova
     Ucraineană (99,3%)
     Alte limbi (0,7%)
Conform recensământului din 2001, majoritatea populației localității Mihova era vorbitoare de ucraineană (99,3%), existând în minoritate și vorbitori de alte limbi.
1989: 3.565 (recensământ)
2007: 3.693 (estimare)

### Recensământul din 1930
Componența etnică a comunei Mihova (județul Storojineț)
     Ruteni (89,81%)
     Evrei (8,99%)
     Altă etnie (1,2%)
Componența confesională a comunei Mihova
     Ortodocși (89%)
     Mozaici (8,99%)
     Altă religie (2,01%)
Conform recensământului efectuat în 1930, populația comunei Mihova se ridica la 2.701 locuitori. Majoritatea locuitorilor erau ruteni (89,81%), cu o minoritate de evrei (8,99%). Alte persoane s-au declarat: români (15 persoane), germani (10 persoane) și polonezi (7 persoane). Din punct de vedere confesional, majoritatea locuitorilor erau ortodocși (89,00%), dar existau și mozaici (8,99%). Alte persoane au declarat: greco-catolici (22 de persoane), romano-catolici (17 persoane), evanghelici\luterani (1 persoană) și fără religie (14 persoane).

## Obiective turistice
- Biserica de lemn cu hramul „Sf. Ioan de la Suceava” - construită în anul 1905 [5]